# Acido mesossalico
L'acido mesossalico, noto anche come acido chetomalonico o ossomalonico, è un acido bicarbossilico chetonico di formula molecolare C3H2O5 e formula semistrutturale HOOC−CO−COOH, o anche O=C(COOH)2. I suoi sali, ma anche i suoi esteri, si chiamano mesossalati. In natura si trova contenuto in piccole quantità nella barbabietola da zucchero e nell'erba medica.

## Proprietà
A temperatura ambiente si presenta come un solido cristallino incolore/bianco, deliquescente, solubilissimo in acqua e in alcool e solubile anche in etere. In realtà, in acqua reagisce sommando una molecola H2O al carbonio carbonilico per dare il gem-diolo corrispondente, cioè l'acido 2,2-diidrossimalonico:
O=C(COOH)2  +  H2O  →  (HO)2C(COOH)2
Questa reazione di idratazione sostanzialmente completa è caratteristica comune ad aldeidi e chetoni aventi uno o due gruppi elettronattrattori uniti al carbonile, come accade ad esempio nella ninidrina (due gruppi C=O in posizione α), nel cloralio (-CCl3 in α), nell'esafluoroacetone (due -CF3 in α) e qui per la presenza di due gruppi carbossilici; in questi casi il carbonile è reso più elettrofilo; in effetti, il monoidrato che si ottiene dall'acido mesossalico è isolabile, a differenza di quello che si forma reversibilmente quando tali gruppi non ci sono. Come l'acido, anche i suoi esteri sono soggetti all'idratazione. In effetti la comune forma commerciale dell'acido mesossalico è quella del suo monoidrato, anch'esso molto solubile in acqua e da tale soluzione è cristallizzabile.

## Acidità e altre proprietà
Dato che l'idratazione è spontanea, la forza acida in soluzione acquosa può essere determinata sperimentalmente solo per la forma idrata, ossia per il suo gem-diolo: pKa1 = 2,01; pKa2 = 2,82. Tali valori indicano che questo acido è più forte, in entrambe le dissociazioni, dell'acido malonico (pKa1 = 2,83; pKa2 = 5,69) ed anche un po' più forte dell'acido 2-idrossimalonico (acido tartronico) (pKa1 = 2,42; pKa2 = 4,54), i quali sono acidi strutturalmente connessi. Come si vede, infatti, la forza acida cresce all'aumentare dei gruppi OH sul C centrale, quindi con il suo stato di ossidazione. Tuttavia, risulta un po' meno forte dell'acido ossalico (pKa1 = 1,28; pKa2 = 4,27) in prima dissociazione, ma più forte nella seconda. Il pKa1 dell'acido mesossalico è stato stimato computazionalmente essere1,56, mentre un'altra stima calcola 1,15 ± 0,54.
Il suo dianione (C3O52–), un potenziale chelante per ioni metallici, è degno di nota in quanto contiene solo C e O, una particolarità che appartiene, oltre allo ione il carbonato (CO32–), a non molti altri: l'acetilendiolato (C2O22–), l'ossalato (C2O42–) e la serie dei dienolati policarbonilici ciclici, il deltato (C3O32–), lo squarato (C4O42–), il croconato (C5O52–) e il rodizonato (C6O62–); anche l'esaanione dell'acido mellitico (C12O126–) è di questo tipo. 
Anche il monoidrato del mesossalato (H2C3O52–) può formare complessi metallici.
Come nel caso dell'acido piruvico (pKa = 2,50), anche il mesossalico a pH fisiologico risulta praticamente tutto deprotonato. La sua ammide mista con l'urea (mesossalilurea o allossana) costituisce l'ultimo metabolita dell'acido urico.